# Steffie Beltt
Stefanía Beltrán Villa (Ciudad de México, 1 de octubre de 1994), conocida como Steffie Beltt con el seudónimo de La voz de fuego, es una cantautora mexicana y cubana reconocida por retomar el género blues y fusionarlo con géneros como soul, jazz, rock, pop, R&B, funk, entre otros. Ganó el concurso "Hollywood Songwriting Contest" en el 2018 por la mejor canción de blues del año con el tema "Expensive".

## Biografía
Stefanía Beltrán Villa nació el 1 de octubre de 1994 en la Ciudad de México, donde fue criada dentro de un ambiente musical desde su infancia. Su madre, Marisol Villa, fue cubana nacida de un compositor cubano; y su padre, Luciano Beltrán, fue cantante de ópera en los años de 1960, esto le causó a Steffie un interés innato por el mundo de la música, pues desde los 5 años de edad se desempeñó como artista profesionalmente. Sus inicios se remontan a incursiones artísticas en el Centro de Educación Artística de Televisa (CEA) en donde participa como protagonista en diversas series televisivas.
A la edad de 15 años Steffie pisa sus primeros escenarios al lado del reconocido director y compositor Guillermo De Mendía, al grado de convertirse en voz principal del coro "Dan-Yell" de la Universidad Nacional Autónoma de México (UNAM), hasta llegar a presentarse como solista en la Sala Nezahualcóyotl y el Centro Cultural Ollín Yolitzli. Su acercamiento al blues ocurre en abril de 2012, cuando se une al grupo blues-fusión “Day Off'', debutando en el reconocido "Estudio A" del Instituto Mexicano de la Radio (IMER), durante el Día Internacional de la Música.
Un año después, Steffie decide formar un proyecto de su autoría que se hace realidad en agosto de 2013. Así, en junio de 2015 Steffie Beltt logra lanzar su primer álbum de blues fusión "Luna de Octubre", gracias a esto ella recorrió distintos países como Ecuador, Cuba, Estados Unidos, España, Indonesia y Argentina. Durante 2016 se presenta junto a los grandes músicos de blues de Latinoamérica y Estados Unidos en el "Festival Internacional Quito Blues" (presentándose nuevamente en la edición de 2018 y 2019) y en el mes de marzo crea su programa semanal "Lunes de Petición", en el cual hace homenaje a diversos artistas icónicos de la música blues y géneros derivados, abre el espacio a artistas independientes y nuevos talentos para tocar en vivo.
Al año siguiente se presenta en el "Rhythm and Blues Cruise 2017" con artistas de la talla de Billy Branch, Buddy Ciuy y Taj Mahal, con los ganadores del Cirammy Chick Corea y Bobby McFerrin en su concierto para el "Riviera Maya Jazz Festival 2017". Debido al éxito conseguido, comienza a grabar su segundo material discográfico "En Tu Corazón", en coautoría con el productor Javier Calderón, un disco donde busca revolucionar y modernizar el género blues con once canciones en español. En enero de 2018 lanza el primer sencillo del álbum, "Te Dedico Este Blues", canción que le valió ser finalista del concurso "Gibraltar lnternational Song Festival 2018". Mientras en julio promociona su segundo sencillo "En Tu Corazón" y se convierte en ganadora del concurso "Hollywood Songwriting Contest" por la mejor canción blues del 2018 con su composición en inglés "Expensive".
En agosto del año 2018 canta ante más de diez mil personas en el Palacio de los Deportes para los premios Billboard Latin Music Showcase. En octubre del mismo año lanza su primer álbum de covers presentado como “Lunes de Petición Vol. 1”. Y repitiendo su presentación que tuvo en los premios Billboard Latin Music Showcase, en el año 2019 se presenta en la Arena Ciudad de México.
El 25 de enero de 2019 lanza oficialmente su segundo álbum "En Tu Corazón" en el Lunario del Auditorio Nacional, presentado a la primera "Big Band Blues" de México con más de 20 músicos en escena. Esta presentación se convierte también en su primer Sold Out y marca el inicio de la gira "Steffie Beltt GIRA En Tu Corazón" que comenzó al interior de la república mexicana para luego extenderse por Latinoamérica, como Estados Unidos, Argentina, Uruguay y también Europa.
El 5 de abril de 2023 lanza oficialmente su nuevo álbum “La Raíz, Vol.1”, inspirado en sus raíces méxico-cubanas fusionando ritmos latinos. Grabó un videoclip del sencillo “Mi generación” en La Habana, Cuba, y en la Ciudad de México convirtiéndose en un homenaje a su madre, quien fue además inspiración para su álbum “La Raíz, Vol.1”. Presenta en vivo su álbum el día 25 de abril en el Foro Shakespeare, Ciudad de México.

## Discografía
- 2015: Luna de Octubre
- 2018: Lunes de Petición Vol. 1
- 2019: En Tu Corazón
- 2023: La Raíz, Vol.1

## Medios

### Televisión
| Programa               | Lugar             | Canal                    |
| ---------------------- | ----------------- | ------------------------ |
| Tu Ciudad Es           |                   | Capital 21 HD            |
| La Zona                |                   | Canal 34 - Mexiquense TV |
| Buenos Días            | Matamoros         | Televisa                 |
| Cerca de ti            | Zacatecas         | Televisa                 |
| Qué Mañana             | Aguascalientes    | Televisa                 |
| Vuelve a la Vida       | Veracruz          | Televisa                 |
| Hoy Laguna             | Torreón           | Televisa                 |
| Contigo Hoy            | Querétaro         | Televisa                 |
| Activa TV              | Piedras Negras    | Televisa                 |
| Cd. Victoria           | Todas Las Mañanas | Televisa                 |
| Hola Morelos           | Cuernavaca        | Televisa                 |
| Qué Gusto              | Hermosillo        | Televisa                 |
| Buenos Días Acapulco   | Acapulco          | Televisa                 |
| Buenos Días Cd. Juárez | Cd. Juárez        | Televisa                 |
| Qué Buen Día           | Tijuana           | Televisa                 |
| Hola Mexicali          | Mexicali          | Televisa                 |
| Cada Día               | Chihuahua         | Televisa                 |
| Pasarela               | Tampico           | Televisa                 |
| El Quehacer            | Nuevo Laredo      | Televisa                 |
| Reventón Musical       |                   | Canal 9                  |
| Foro 11                |                   | Canal 11                 |

### Radio
| Programa                 | Canal                   |
| ------------------------ | ----------------------- |
|                          | MVS Radio 102.S FM      |
| Entrecruzamientos Sonoro | Radio Educación 1060 AM |
|                          | ABC Radio 760 AM        |
|                          | Radio Fórmula 1470 AM   |
| Síncopa Blues            | Horizonte 107.9 FM      |

## Premios y nominaciones
| Año  | Concurso                              | Categoría                      | Canción              |
| ---- | ------------------------------------- | ------------------------------ | -------------------- |
| 2018 | Gibraltar lnternational Song Festival | Presentación en Gibraltar      | Te Dedico este Blues |
| 2018 | Hollywood Songwriting Contest         | Mejor canción de blues del año | Expensive            |